# Casa Panama Canal
La Casa Panama Canal és una obra del Bruc (Anoia) protegida com a Bé Cultural d'Interès Local.

## Descripció
Casa de planta baixa, pis i golfes. Al primer pis s'obra una galeria coberta a la façana lateral coberta per un terrat i formada per pilastres que sostenen una llinda de mosaic de tema floral. La galeria baixa fins a la planta obrint-se cap a un pati. A la façana principal, simple i simètrica s'hi destaca un gran balcó i tres faixes verticals d'estucat imitant pedra que s'estenen de la planta baixa fins al primer pis. A sobre de les llindes de cada balcó s'adorna amb esgrafiats de tema floral. Les golfes tenen unes finestres molt petites.